# Pedikúra

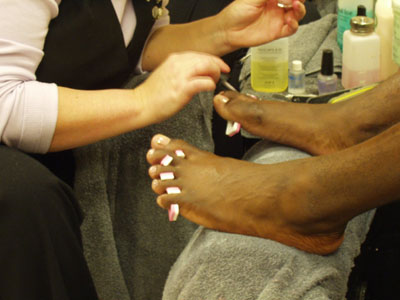
Pedikúra v salonu

Pedikúra je název pro péči o nohy. Podle živnostenského zákona jde o řemeslné služby zahrnující speciální koupele, změkčování kůže, nanášení masek, masáže, upravování, lakování, stříhání a broušení nehtů na nohou. Je možné provádět i speciální úkony jako uvolňování zarostlých nehtů, obrušování ztvrdlé kůže pat a nehtů. Pedikúra zahrnuje i depilaci nohou. U pedikúry jde především o zdraví nohou, i když estetický vzhled nelze také zanedbat. Přibližně od 90. let 20. století se také více věnuje péče nehtům, a to především aplikací speciálních UV gelů pro konzervaci při napadení nehtů onychomykózou anebo jako prevence. Provádí se v kosmetických salonech nebo provozovnách označených jako pedikúra. Včasnou péčí o nohy lze předejít pozdějším nepříjemným komplikacím. Již na jednom obraze z období kolem roku 2400 př. n. l. nalezeném v egyptské hrobce je vyobrazena péče o nohy.

## Historie
Lidé si upravují nehty již více než 4 000 let. V jižní Babylónii šlechtici používali zlaté nástroje k provádění manikúry a pedikúry. Používání laku na nehty lze v historii nalézt ještě dále. Barva nehtů vypovídala o společenském postavení, podle rukopisu z dynastie Ming, který pochází z Číny z roku 3000 př. n. l.; královské nehty byly natřeny černě a červeně. Starověcí Egypťané se věnovali manikúře již od roku 2300 př. n. l.
Na vyřezávaném reliéfu z hrobky faraona bylo nalezeno zobrazení raných manikúr a pedikúr a Egypťané byli známi tím, že věnovali zvláštní pozornost svým nohám. Egypťané si také barvili nehty a používali červenou barvu, aby ukázali svou příslušnost k nejvyšší sociální třídě. Říká se, že nehty Kleopatry byly natřeny hlubokou červenou, zatímco královna Nefertiti zvolila výrazný rubínový odstín. Ve starověkém Egyptě a Římě si vojenští velitelé také lakovali nehty, aby ladily s rty, než se vydali do bitvy.